# Skumcell
Skumcell, eller foamcell är en makrofag som fagocyterat (för mycket) oxiderat LDL så den blivit för stor. Foamcells återfinns ofta i arteriöst plack och är en bidragande orsak till ateroskleros.